# Бечка сецесија
Бечка сецесија (нем. Wiener Secession, позната и као "Синдикат аустријских уметника" или Vereinigung Bildender Künstler Österreichs) био је покрет који је 1897. године формирала група аустријских уметника који су дали оставку из "Удружења аустријских уметника" (Gesellschaft bildender Künstler Österreichs), смештеног у бечком Кунстлерхаусу (Künstlerhaus Wien). У овај покрет укључени су сликари, вајари и архитекти. Њихов званични магазин назван је Ver Sacrum (Свето пролеће) у којем су представљени високо декоративни радови из тог периода. Бечка сецесија је локална варијација покрета деветнаестог века међународно званог галицизмом ар нуво (локалне варијације имају своја имена), а у Србији познатог под именом сецесија за шта је заслужна управо Бечка сецесија. Једна од главних карактеристика стила Бечке сецесије и сецесије уопште је идеја тоталне уметности (Gesamtkunstwerk).

## Историја
Бечку сецесију су 3. априла 1897. године основали уметници Густав Климт (Gustav Klimt), Коломан Мозер (Koloman Moser), Јозеф Хофман (Josef Hoffmann), Јозеф Марија Олбрих (Joseph Maria Olbrich), Макс Курцвајл (Max Kurzweil) и други. Први председник Сецесије био је Густав Климт, а почасни председник Рудолф фон Алт (Rudolf von Alt). Иако је Ото Вагнер (Otto Wagner) препознат као важан члан Бечке сецесије, он није био оснивач. Сецесијски уметници су се успротивили превладавајућем конзерватизму бечког Кунстлерхауса са својом традиционалном оријентацијом према историцизму. Бечка сецесија имала је своје претече у Минхенској и Берлинској сецесији.
Формирање Бечке сецесије 1897. године означило је формални почетак модерне уметности у Аустрији. То је било сједињавање првог покрета уметника и дизајнера који су били посвећени међународном виђењу света уметности (значајнији утицаји били су британски Покрет уметности и занатства, византијска уметност и јапонизам) и свеобухватној интеграцији жанрова и поља. Херман Бар (Hermann Bahr) је написао важан принцип Сецесије: "Ми желимо уметност која није роб страних утицаја, али у исто време није ни уплашена ни мрска од њих." Још један важан цитат који илуструје њихове идеје и идеале је исписан на улазу у сецесионистичку зграду: "Сваком добу његова уметност, уметности њена слобода." (DER ZEIT IHRE KUNST, DER KUNST IHRE FREIHEIT.)
Године 1903. Хофман и Мозер основали су Бечку радионицу (нем. Wiener Werkstätte) уз финансијску подршку индустријалца Фриц Верндорфера (Fritz Wärndorfer), као друштво ликовних уметности са циљем да реформишу примењену уметност.
14 Јуна 1905. група уметника се одвојила од Сецесије због разлика у мишљењима око уметничких концепата. Спор је био око жеље природњака да се фокусирају на фину уметност, док су стилисти хтели да се фокусирају на примењену уметност и траже ближе везе са том индустријом. Разлика се показала непомирљивом, стилисти окупљени око Климта су одлучили да напусте Сецесију и формирају Климтову групу (Klimtgruppe). Иако су се формално раздвојили, и даље су остали пријатељи и сарадници на бројним пројектима који су уследили. Рад Бечке радионице и окупљених уметника сматра се делом сецесијског стила.
Стил који такође има корене у Бечу, имао је снажан утицај на Бечку сецесију и на Бечку радионицу, а тај стил је бидермајер. Савремен и модеран у своје време, његова склоност кa сведеном класицизму нашла је симпатије код лидера Бечке сецесије и Бечке радионице. Они су прихватили бидермајер као преседан за њихов слабо орнаментисан или неорнаментисан дизајн, као и његову неокласичну инспирацију.

### Историјски контекст и реакција јавности
Реакција је варирала од јаке критике, похвале и одушевљења па све до потпуне равнодушности. Уметничка критика у Бечу била је обележена хумором и шалама, који су произашли из бечке књижевне традиције полемике и фељтонског писања. Карикатуре о уметности биле су важна традиција из 19. века која је показала колико је уметност важна у визуелној култури. Лајош Хевеси (Lajos Hevesi) и Херман Бар, угледни критичари наклоњени Сецесији, скупљали су и промовисали вицеве који наглашавају јаз између огорчене публике и уметника, представљајући их у бунтовном и авангардном светлу. Било је лако наћи супротстављање модерној уметности у бечкој новинској култури, где су превладавали критичари, стручњаци и сатиричари.
У јавности, међутим, Сецесија није виђена као веома радикална, осим можда провокативних Климтових слика. Беч, као немачки говорни свет био је упознат са југендштилом, а сецесијски стил у почетку није био велики одмак од њега. Није прошло дуго и већ полако постајао опште прихваћен, о чему сведоче имитатори који су покушали да уновче све већу популарност стила. Детаљан дводневни фестивал који је одржан у Пратеру 1899. године, заборављена пародија Сецесије, показује колико је она била сатиризована и лако кооптирана. Такође, 1899. године, Мозеров студент је објавио пародију “Quer Sacrum. Organ der Vereinigung bildender Künstler Irrlands”, што се преводи као “Криво пролеће. Часопис Удружења ликовних уметника луде земље“. Усвојио је квадратни формат Вер Сакрум-а, као и типографију, декорацију, па чак и језик са тенденцијом ка метафорама природе. "Зашто је овај часопис објављен, нико заиста не зна", наводи се у пародији, "али поздравља корисне прилоге читалаца". Можда је та оштра критика подстакла Сецесионисте да се окрену ка оригиналнијем стилу, оним због којег су познати.

### Атина
Инспирација за сецесионисте долази и из антике. Грчка митологија је приказана у бројним радовима, али се истиче Атина и понављање симбола везаних за њу. Идентификација са Атином може проистећи из чињенице да је она заштитница уметности и рукотворина, али чињеница да је већ била у облику мозаика на Музеју примењених уметности у Бечу као и на фонтани, која се градила испред зграде Аустријског парламента од 1898. до 1902. године, у време Сецесије, иако су планови постојали од 1870. године. можда је допринела њеној перцепцији као бечког симбола. Атина, као богиња ратовања, такође може бити сјајна алегоријска репрезентација Сецесије у њиховој борби против тадашњих ауторитета у свету уметности. Климт ју је представио у бројним радовима, укључујући и плакат за прву сецесијску изложбу. Сове, симбол Атине, такође се налазе на фасади званичне сецесијске зграде, као и горгоне на улазу у зграду. Горгоне се зову Стено, Еуријала и Медуза.

## Архитектура
Било је неколико истакнутих архитеката који су били асоцирани са Сецесијом. Три главна архитекте овог покрета били су Јозеф Хофман, Јосиф Марија Олбрих и Ото Вагнер. Током тог периода, архитекте су се фокусирале на увођење геометријских облика у своје дизајне. Иако су имали свој тип дизајна, инспирација је била из неокласичне архитектуре, са додатком лишћа и природних мотива. Сецесионисти су често украшавали површину својих зграда линеарним украсима у облику који се обично назива стил јегуље, али су Вагнерове зграде склоније ка већој једноставности и он се сматра пиониром модерног дизајна. Бидермајер, са својим неокласичним коренима је такође утицао на неке архитекте Сецесије. Виле Хофмана у Хое Варте, периферији Беча, сматрају се сјајним примером модерне архитектуре која успешно утеловљује бидермајерске вредности.
Године 1898. изграђена је изложбена кућа групе у близини Карловог трга (Karlsplatz). Дизајнирана од стране Олбриха, зграда је убрзо постала позната као "Сецесија" (die Sezession) и постала је икона покрета.
Вагнерова "Кућа мајолика" изграђена 1898. године је значајан пример сецесионистичке архитектуре због пропорције, изражавању карактера линије и наглашавању симетрије. Остала значајнија дела Ото Вагнера укључују станицу на Карловом тргу (1900), Аустријску поштанску штедионицу (1906) као и црква у Штајнхофу (1907).
Ото Вагнер је често говорио против националистичких трендова у архитектури, наглашавајући модерност и космополитизам. Он је ипак одрастао у Бечу, центру мултикултуралног царства. Био критикован због тога што није ставио приоритет на национално јединство кроз архитектуру, него је фаворизовао естетику и стављао фокус на "стварне потребе живота". Критичари су га нападали као: "готово искључиво везаног за техничка достигнућа новијег доба, за модерност, за све веће побољшање транспорта и космополитанског начина живота". Занимљиво је приметити сличности између његовог рада и архитектуре "очинске фигуре" мађарског националног стила, Еден Лехнера (Ödön Lechner). У време када је Мађарска била део Аустро-Угарске Монархије и тамо се, као и широм царства осећала бечка Сецесија. Лехнер је био четири године млађи од Вагнера, обојица су били студенти на Академији архитектуре у Берлину, и били су лични пријатељи. Лехнер је стао у одбрану керамичких плочица као медија који може да изрази савремени национални идентитет:
...Чађ и прашина урбаног смога улазе у поре кућа и дају им таман изглед, тако да читав град изгледа сиво и тужно. Периви, порозни материјал покрива зидове хигијенски и чува оригиналну боју и изглед. Проблем боје довео ме је до избора керамике; танка природа керамичких плочица, минимални простор који заузимају, такође је био фактор који се морао узети у обзир из економских разлога у модерним структурама. Поред ових општих принципа, специфична ситуација у Мађарској ме је приморала да користим мајолику. У нашој земљи још није пронађен ниједан камен који би био погодан као грађевински материјал... Керамика је древна народна традиција... Оно што је раније било само природна ситуација која одговара стварним животним потребама сада је постала најважнија почетна тачка.
Вагнерова Кућа мајолика, Плечникова (Jože Plečnik) Вила Лангер, Фабијанијева (Max Fabiani) Народна дворана у Трсту, Лехнерове фасаде и фасаде дизајниране од стране Вагнерових ученика су под утицајем Оријента уопштено, и Дуждове палате (Palazzo Ducale) у Венецији посебно, која је такође оријентална у овом контексту, са својом тканом фасадом, која има ефекат обешеног тепиха. Овај тип фасада Адолф Лос (Adolf Loos) је неповољно описао као "тетовиране фасаде". Вагнерови ученици су били на путовањима по блиском Оријенту и били су под јаким утицајем медитеранских и балканских сељачких вила са прецизно изрезаним коцкама и равним крововима. "Медитеранска кућа", са својим јасним, пластичним, стереометријским волуменима и равним кровом, постала је једна од најважнијих тема Вагнерове школе (Wagnerschule) након 1900.
Архитектура Сецесије се осетила и у тадашњој Србији, претежно Београд, Чачак, Врњачка Бања и Лесковац, као и деловима Србије који су тада били под Хабзбуршком монархијом (Војводина). Од српских архитеката за које се може рећи да су под утицајем Сецесије издваја се Никола Несторовић и његова Зграда трговца Стаменковића са зеленим плочицама, као и Дом Друштва за улепшавање Врачара који је пројектовао Милан Антоновић. Неки извори тврде да у народу позната као "зграда са зеленим плочицама" није била идеја самог Несторовића, већ идеја супруге господина Стаменковића која је била у Бечу, где се одушевила зградама са плочицама, те је тражила од Несторовића да јој креира такву зграду. Утицаји Сецесије у Србији су брзо попримили национални тон младе државе, у инкорпорацији националних елемената истиче се архитекта Бранко Таназевић. Он је вешто уклопио елементе моравске школе, српско-византијске архитектуре са сецесијом, ово је можда најбоље илустровано у Згради старе телефонске централе и Дому Вукове задужбине. Дом Вукове задужбине је добар пример полихромне ћилим, тепих фасаде честе у Вагнеровој школи. Сем утицаја, Београд има одређен број радова од стране ученика Вагнерове школе, као што су радови Јоже Плечника, Ота Шентала (Otto Schönthal) и Емила Хопеа (Emil Hoppe).
- Зграда Сецесије, Oлбрих (1898)
- Кућа Мајолика, Вагнер (1898)
- Зграда Порторис и Фиџ, Фабијани (1901)
- Аустријска поштанска штедионица, Вагнер (1906)
- Црква у Штајнхофу, Вагнер (1907)
- Дворац Стокле, Хофман (1911)

## Графички дизајн и типографија
Чланови Сецесије одлучили су да издају часопис Ver sacrum (Свето пролеће) на њиховом првом састанку 21. јуна 1897. Наслов часописа цитира песму немачког романтичарског песника, Лудвига Уланда (Ludwig Uhland). Часопис је виђен као један део тоталног уметничког дела, често даје разне статистичке податке, податке о продаји и често укључује слике и фотографије са изложбе. Алфред Ролер (Alfred Roller) је дизајнирао насловну страну првог броја као стилизовано црвено дрво на окер позадини, а објављен је у јануару 1898. године. Сецесијски уметници произвели су 471 цртеж, 55 литографских отисака и 216 дрвореза. Укупно је објављено 120 часописа од 1898. до децембра 1903. године.
Вер Сакрум се истиче комбинацијом илустрације, типографије и иновативног коришћења белог простора. Увео је нове технике у графичком дизајну, као што је употреба модуларног решеткастог система и употреба специјално дизајниране типографије. Његов јединствени квадратни формат биће велики утицај на холандски графички дизајн, посебно на публикацију Вендинген (Wendingen). Форма је инспирисана јапанским отисцима, комбинација симболизма и aр нуво-а. Инспирисани су aр нуво-ом, али су ишли према геометричким формама, њихова геометрија није била механичка већ суптилно органска. Сецесија је била о чистом, једноставном, санс сериф типографијом, од равних коцакстих, геометријских форми до флуидних калиграфских облика. Најкасније од 1902. године, Вер Сакрум је постао важан за поновно рођење дрвореза.
Вер Сакрум има илустрације које садрже најраније графике aр деко стила. Сецесијску естетику осликавала је и њихова графика, било у часопису или на плакатима, од којих многи имају необичну сличност са графикама које је деценијама касније створила Баухаус група.

## Слика
Карактеристике сецесионистичких слика су бледи тоналитети приказаног ентеријера, бели зидови и завесе, сребрна светлост и тонови. Сецесијске теорије тоталне уметности су се шириле преко архитектуру куће све до ентеријера. Позната изложба "Бетовен" (Beethoven) 1902. године укључивала је сликарство, скулптуру и музику. Такав је био случај са сецесионистичким сликарством уопште, било је део хармоничне целине, замагљујући границе између споља и изнутра уз понављање мотива. Слике Карла Мола (Carl Moll) у Хое Варте се посебно придржавају овог принципа кроз геометријску репрезентацију природе која се види и споља. Слика "Моја дневна соба" је сјајан пример тоталне уметности, јер Ана Мол носи сецесијску хаљину која показује интеграцију моде. Рад Карла Мола открива да су сецесијске слике не само биле под утицајем бидермајерског етоса, него су чак активно учествовале у његовом промовисању. Није толико изненађујуће с обзиром да су обе групе биле инспирисане истим пејзажем.
И за Густава Климта сликарство је нераздвојни део тоталног уметничког дела. За разлику од било ког портретног сликара пре или након њега, Климтове слике су обично обложене полудрагим каменом и користе обилне количине злата, тотална уметност која комбинује фину и декоративну уметност. Стоклетова палата је најбољи пример те симбиозе, постоји осећај византијских утицаја. Омиљена Климтова тема, по његовим речима су биле жене. Његови портрети жена су обиловали експресивним цртама и хаљинама које су изгледале као да су биле сачињене од цвећа које је тек почело да цвета, мотиви природе карактеристични за ар нуво. Климтове слике су често инспирисане митологијом, нарочито грчком.
- Атина Палада, уље на платну и уметци, (1898) Густав Климт
- Жена у жутој хаљини, уље на платну, (1899) Макс Курцвел
- Хигија (Медицина), (1901) Густав Климт
- Плесачица, акварел и мастило, (1902) Коломан Мозер
- Моја дневна соба, уље на платну, (1903) Карл Мол
- Портрет Антона Пешке, (1909) Егон Шиле

## Четрнаеста изложба
Изложба је била посвећена Лудвигу ван Бетовену (Ludwig van Beethoven), одиграла се 1902. године са укупно двадесет и једним уметником као учесницима. Показале је сецесионистичке идеје о тоталној уметности и просторној уметности (Raumkunst).
Ниједна уметност није требало да буде аутономна, већ део целокупне архитектонске целине која је водила ка централном подијуму са полихромном скулптуром Бетовена, коју је извајао Макс Клингер (Max Klinger). Јозеф Хофман и Коломан Мозер заједно са Алфредом Ролером су обавили већи део координације, архитектуре и инсталација. Хофман је оставио зидове инсталација грубим како би избегао "лажи" и поставио све индивудално јаке радове у споредне собе да би пружио жељену тишину и фокус на главни рад у централној соби. Плоче са радовима су постављене унутар зида, који је постао оквир грубе штукатуре који уједињује композиције у простор сличан примитивном храму. (Elena Luksch-Makowsky) Лукс-Маковски панели су били у десној просторији, испод фриза Фердинанда Андриа (Ferdinand Andri) под насловом "Човечија снага и Радост битке" (Mannesmut and Kampfesfreude), супротно је био Охенталеров (Josef Maria Auchentaller) фриз "Радост побожности" (Freude an Frömmigkeit) и прозори кроз које је скулптура Бетовена била уоквирена гледано из просторија са стране. Каталог изложбе је био прилично технички у својем опису, углавном изостављајући наслове радова, али наводећи ауторе и материјале. Фокус је био на Климтовом фризу, природи просторне и храмске уметности. Што су радови били даље од централне просторије то су били независнији, а што су били ближи све су више били подређени теми изложбе. Један критичар је сумирао: "Стојећи релативно близу или удаљено од Бетовеног света осећања, они стварају декорацију и изузетност простора која се налази у хармонији са великом композицијом онога што је овде просторна идеја." Коришћени су нови материјали и експерименталне технике.
Клингерова статуа је била критикована, углавном због тога што је Бетовен био неодевен и налазио се у седећем, благо погнутом положају. Макс Клингер је приказао Бетовена као гологрудо олимпијско божанство. Тиме је скулптор алудирао на древни начин приказивања богова. Велики капут који је омотан око доњег дела композитора и сандале које носи су дизајниране према традицији античког света. Бетовен седи на богато украшеном трону, а под његовим ногама се налази орао, Јупитерова хералдичка животиња. Бетовенове шаке су стегнуте у песницу, израз лица енергичан и концентрисан. На спољној страни престола налазе се додатне алегоријске представе где је композитор повезан са мотивима искупљења узетим из хришћанства.
Хваљен је Бетовенов фриз осликан на три зида, који се чита слева надесно. Пун је симболике, где се фигуре користе за представљање већих идеја и концепата. Такође укључује празнине чији је циљ да се посетиоцу сугестира фокус на скулптуру у средини собе. Фриз почиње лагано са плутајућом женском Гениј која претражује Земљу. Следе девојка и клечећи пар са испруженим, молитвеним рукама које представљају патње човечанства, они моле златног витеза да се бори за њихову срећу. Витеза је подржан са две женске фигуре, амбицијом (са венцем победника) и саосећањем као унутрашњим импулсима његових поступака. У средини се налазе представе непријатељских снага, Тифон, његове три горгонске кћери и слике које представљају болест, лудило, смрт, пожуду и развратност, изнад и десно. На десној страни, лебдећи Гениј, жудећи за љубављу и срећом, проналазе женску фигуру са лиром која утеловљује поезију. Пет узастопних жена у покретном гесту представљају уметност, која указује на царство идеја, идеала и среће и директно показују на завршни хор Девете симфоније, песму са текстом Фридриха Шилера "Радост, дивна божанска искра, овај пољубац целом свету" (радости). У блаженом пољупцу, пар тоне у рај.
Изложба је по отварању постала сензација, а Климтов фриз је био један од њених најистакнутијих елемената. Скоро 60.000 посетилаца је посетило оригиналну изложбу, цео пројекат је постао једна од најуспешнијих изложби које је одржала Бечка сецесија. Нажалост, ова изложба је била и почетак краја за тадашњу групу Сецесије. Због идеје тоталне уметности, многи уметници нису могли да реализују своје првобитне идеје за изложбу, неки су чак морали да одбаце већ готове радове и почну испочетка јер их Хофман и Ролер нису прихватили. Одређени уметници су добијали већу слободу и важније место унутар саме изложбе, као на пример Густав Климт док се од других очекивало жртвовање зарад идеје и групе. Већ по завршетку четрнаесте изложбе било је јасно да ово неће трајати те је почело осипање организације. Касније, рефлектујући се на распад Сецесије, Хофман је написао: "Нису сви наши чланови желели да се укључе у ову само-жртвујућу активност, већ су хтели да покажу своје штафелајне слике направљене у студију на затвореним изложбама."
- 1902
- Бетовенова скулптура
- Климтов фриз данас
- Митолошки бог или див Tифон
- Тифоново тело израња из змија

## Наслеђе и утицај
Завештање бечке сецесије је огромно. Главни доприноси и утицаји су према ар деко-у, истичу се Мозеров и Хофманов рад почетком 1900-их. Мозеров утицај на друге и будућу естетику ар деко-а може се видети у његовом Јута Сика чајном сету који је направљен већ 1901. године. Године 1903. Хофман је дизајнирао собу за читање Густава Климта у стилу који је описан као прото-ар деко. Хофманово и Мозерово оснивање Бечке радионице ће омогућити да се многи њихови дизајни реализују у ар деко стилу. Почетком двадесетих година прошлог века компанија је порасла до те мере да су отворили продавнице у Паризу, Цириху и Њујорку. Управо та растућа препознатљивост довела је до 'званичног' креирања ар деко покрета. Успех Мозера и Хофмана био је огроман, што је француске дизајнере разочаране у ар нуво навело да оснују Друштво декоративних уметности (Société des Artistes Décorateurs) те успоставе нове стандарде и идеје у својим годишњим изложбама (Salon d'Automne). Године 1912. француска влада је гласала да спонзорише међународну изложбу декоративне уметности, промовишући француску доминацију и надмоћ на том пољу. Изложба, то јест Париз Експо (Exposition internationale des Arts décoratifs et industriels modernes), првобитно заказана за 1915. годину је одложена због Првог светског рата и није се одржала до 1925. године.
Ото Вагнерова школа архитектуре, заједно са његовим ученицима ће имати снажан утицај на многе стилове који ће уследити, укључујући ар деко, баухаус, футуризам, модернизам и кубизам. Зграда Сецесије коју је дизајнирао Олбрих, те Вагнерова Шонбрун станица су најраније илустрације ар деко форме, висок централни део окружен са два мања симетрична павиљона. Форма коју ће Пјер Пато (Pierre Patout) користити у његовом Pavillon de Collectionneur, Луји Буало (Louis-Hippolyte Boileau) у The Bon Marche Pavilion и Виктор Орта (Victor Horta) у Pavillon Belge на Париз Експо-у 1925 године, више од две деценије после сецесиониста. Станица на Карловом тргу од стране Вагнера са полукружним централним делом ће бити есецијална форма за баухаус. Реализоване грађевине као и теоријски рад Вагнера су од суштинског значаја, али Хофманов есеј из 1895. године "Архитектура аустријске ривијере" (Architektonisches aus der osterreichischen Riviera) имаће значајан утицај међу студентима. Вагнеров студент Рудолф Шиндлер (Rudolph Schindler) је рекао: "Модерна архитектура је почела са Макинтошом у Шкотској, Ото Вагнером у Бечу и Луис Саливаном у Чикагу". Други Вагнеров ученик, један од водећих кубистичких архитеката, Павел Јанак (Pavel Janák) је написао: "Основа за анализу садашње ситуације у модерној архитектури мора бити Вагнеров правац. Овај правац је жариште читавог покрета у модерној архитектури, јер је он први који се формирао интелектуално. То је најконкретнији и коначан правац у Европи." 1910. поводом објављивања чешког издања "Moderne Architektur". Вагнеров дуализам статичких и динамичких сила је узет, даље разрађен, те му је дата нова интерпретација од стране италијанских футуриста.
На 14-ој изложби сецесије (1902) налазила се "Suppraportenrelief", кубистичка гравура у гипсу, коју је дизајнирао Јосиф Хофман за предворје зграде Сецесије. Значајно, када се узме у обзир да је термин "кубизам" нашао свој пут у уметнички лексикону тек око 1907. године да би описао Пабло Пикасов (Pablo Picasso) рад. Теорија Ото Вагнера, посебно "Die Groszstadst (1911)" и Јосиф Хофман ће утицати на Ле Корбизје-а (Le Corbusier) који је студирао код Хофмана и имао велико дивљење према њему. Данас је то можда неповољно али Хофману су се такође дивили и нацисти што показује универзалност његове привлачности. Хофман је прва звезда-архитекта (Starchitect), имао је поштовање и популарност међу другим архитектама, али и код шире јавности.

### Комеморација
Сецесијски покрет је изабран као тема комеморативног кованог новца: кованице од 100 еура израђене су 10-ог новембра 2004. године. Са предње стране налази се поглед на зграду Сецесије. На полеђини се налази мали део Климтовог Бетовен фриза. Део фриза узет за новац садржи три лика: витеза у оклопу и две жене.
На полеђини аустријског новчића од 50 центи, бечка сецесијска зграда се налази у кругу, симболизирајући рођење ар нувоа и ново доба у земљи.

## Остали уметници сецесије
- Јосиф Марија Охенталер
- Теодор Аксентовиц
- Леополд Форстнер
- Јулијус Екстер
- Станислав Дебицки
- Ричард Герст
- Карл Холцман
- Оскар Кокошка
- Емил Хопе
- Ото Шeнтал
- Иван Мештровић
- Максимилијан Либенвин
- Максимилијан Пирнер
- Јоже Плечник
- Карл Мол
- Отмар Шимковиц
- Јан Станиславски
- Јосиф Урбаниа
- Ернст Штор
- Егон Шиле

## Галерија

#### Архитектура
- Вагнер 1894
- Вагнер 1898
- Вагнер 1899
- Плечник 1901
- Плечник 1901
- Холцман
- Холцман 1902
- Шонтал 1902
- Хопе 1902
- Хофман 1903
- Хофман 1905
- Плечник 1905
- Хопе 1910
- Хопе 1913
- Вагнер 1913

#### Графика и постер
- Мозер 1897
- Мозер 1897
- Мозер 1898
- Мозер 1898
- Мозер 1898
- Климт 1898
- Штор 1899
- Мозер 1900
- Бем 1901
- Ролер 1901
- Ролер 1901
- Мозер 1902
- Либенвин 1902
- Бем 1902

#### Намештај
- Вагнер 1898
- Вагнер 1900
- Вагнер 1902
- Вагнер 1902
- Хофман 1902
- Мозер 1903
- Мозер 1903
- Мозер 1903
- Вагнер 1904
- Хофман 1904
- Хофман 1904

#### Слика
- Мол 1900
- Курцвел 1900
- Курцвел 1900
- Климт 1902
- Климт 1902
- Мол 1903
- Мол 1903
- Пирнер 1903
- Бернацик 1906
- Климт 1907
- Шиле 1913

#### Скулптура
- Штрасер 1898
- Шимковиц 1898
- Штрасер 1900
- Клингер 1901
- Андри 1905
- Мештровић 1905
- Шимковиц 1906
- Шимковиц 1907
- Мештровић 1911
- Maш 1915